# Hako Yamasaki
Hako Yamasaki (山崎ハコ, Yamasaki Hako), née le 18 mai 1957 à Hita dans la préfecture d'Ōita, est une artiste japonaise, principalement auteure-compositrice-interprète, mais également actrice et auteure.

## Biographie et carrière
Elle a étudié au lycée Yokohama Gakuen (ja), à Yokohama (préfecture de Kanagawa).
En 1975, elle sort son premier album du nom de 飛・び・ま・す (Tobimasu). L'année suivante, elle sort son deuxième album 綱渡り (Tsunawatari, qui signifie « funambulisme »). L'une des musiques de cet album se nomme Help Me (ヘルプミー, herupu mī).
En 2001, elle épouse le chanteur Hiromi Yasuda (ja), qui meurt en 2020.

## Discographie
- Albums
  - 1975 : 飛・び・ま・す (Tobimasu)
  - 1976 : 綱渡り (Tsunawatari)
  - 1977 : 藍色の詩 (Aiiro no uta)
  - 1978 : 流れ酔い唄 (Nagare yoi uta)
  - 1979 : 人間まがい (Ningen magai)
  - 1980 : 歩いて (Aruite)
  - 1981 : 茜 (Akane)
  - 1981 : 幻想旅行 (Gensō ryokō)
  - 1982 : 幻想旅行II (Gensō ryokō II)
  - 1982 : 硝子の景色 (Garasu no keshiki)
  - 1983 : 風の色 (Kaze no iro)
  - 1983 : ダージリン (Darjeeling)
  - 1984 : てっせんの花 (Tessen no hana)
  - 1985 : 光る夢 (Hikaru yume)
  - 1985 : 時は流れて (Toki wa nagarete)
  - 1986 : なわとび (Nawatobi)
  - 1990 : SA・SU・GA（流石)
  - 1990 : 日本詩集 - 遠い町 遠い空 (Nihon shishū - Tōi machi tōi sora)
  - 1992 : メンフィスまで (Memphis made)
  - 1994 : 十八番 (Ohako)
  - 1995 : 私が生まれた日 (Watashi ga umareta hi)
  - 1995 : ハコのお箱 (Hako no o-hako)
  - 1996 : 唯心 (Yuishin)
  - 2012 : 縁 -えにし- (En - enishi -)
  - 2014 : 歌っ子 (Utakko)
  - 2016 : 私のうた (Watashi no uta)